# De Watteville
De Watteville is een Nederlands geslacht, oorspronkelijk afkomstig uit Wattenwil, later Thun, weer later Bern waarvan leden sinds 1858 tot de Nederlandse adel behoren. De Nederlandse tak is in 1909 uitgestorven.

## Geschiedenis
De stamreeks begint met Jacob von Wattenwyl die burger was van Thun en vermeld wordt van 1356 tot 1395. Zijn zoon Gerhard (†1411) werd burger van Thun en Bern, en lid van de Grote Raad van Thun, terwijl vanaf zijn kleinzoon Nicolaas (†1465) zijn nakomelingen tot begin 19e eeuw lid waren van de Grote Raad van Bern.
Nazaat Franz Victor [Anton] von Wattenwyl, ook genaamd de Wattenville (1795-1872) werd in 1810 officier in Nederlandse dienst, werd in 1850 tot Nederlander genaturaliseerd en bij Koninklijk Besluit van 4 november 1858 ingelijfd in de Nederlandse adel met de titel van baron overgaand bij eerstgeboorte. Met een dochter stierf de Nederlandse adellijke tak in 1909 uit.